# Mittereisalm
Die Mittereisalm ist eine Alm in der Gemarkung Forst Hintersee in Ramsau bei Berchtesgaden.
Der Doppelkaser der Mittereisalm steht unter Denkmalschutz und ist unter der Nummer D-1-72-129-69 in die Bayerische Denkmalliste eingetragen.

## Baubeschreibung
Der Doppelkaser der Mittereisalm ist ein eingeschossiger, überkämmter Blockbau mit Legschindeldach und Natursteinsockel. Das Gebäude wurde 1894 errichtet und angeblich 1945 nach Lawinenzerstörung wieder aufgebaut.

## Heutige Nutzung
Die Mittereisalm ist nicht bewirtet, die Almflächen werden in den Sommermonaten als Weide für Jungvieh genutzt.

## Lage
Die Mittereisalm befindet sich am südwestlichen Ende des Hochkalters unterhalb des Hocheiskopfes auf einer Höhe von 1320 m ü. NN. 
Etwa 600 Meter Luftlinie in nordöstlicher Richtung befand sich die Hocheisalm. Diese ist inzwischen verfallen, auf der ehemaligen Alm befindet sich heute die Hocheis-Diensthütte. Etwa 500 Meter Luftlinie in westlicher Richtung liegt die Bindalm.